# Warre
Warre est un petit village de la commune de Durbuy située en Région wallonne dans la province de Luxembourg. Warre faisait partie de la commune de Tohogne jusqu'à la fusion des communes de 1977.

## Histoire
On a retrouvé à Warre des traces d'une occupation humaine dès la Préhistoire. Le village a appartenu à la Terre de Durbuy et au comté de Luxembourg.

## Géographie
Warre se situe à moins de trois kilomètres de la ville de Durbuy. Le village s'étire sur le haut du versant gauche surplombant la vallée de l'Ourthe. Vers le nord, en direction de Tohogne, il s'ouvre vers un plateau recouvert de prairie et de cultures. Tandis que dans les autres directions, il domine des contreforts rocheux et boisés.

## Patrimoine
La principale richesse culturelle du village est sans doute l'église du Sacré-Cœur (qui surplombe la vallée de l'Ourthe). Construite en 1888 par M. Côme, elle accueille, chaque lundi de Pentecôte depuis 1916, les pèlerins venus prier sainte Gode, qui est invoquée contre la goutte, les rhumatismes et les maladies de peau.
Le village possède aussi de jolies anciennes fermes du XIXe siècle faites de moellons calcaires.
L'habitat s'est développé le long de deux axes parallèles.
Sur l'un de ces axes, à la sortie du village vers Tohogne, on peut voir la croix Sainte-Barbe qui, bien qu'érigée en 1829, est déjà renseignée sur la Carte de Ferraris établie entre 1771 et 1778.

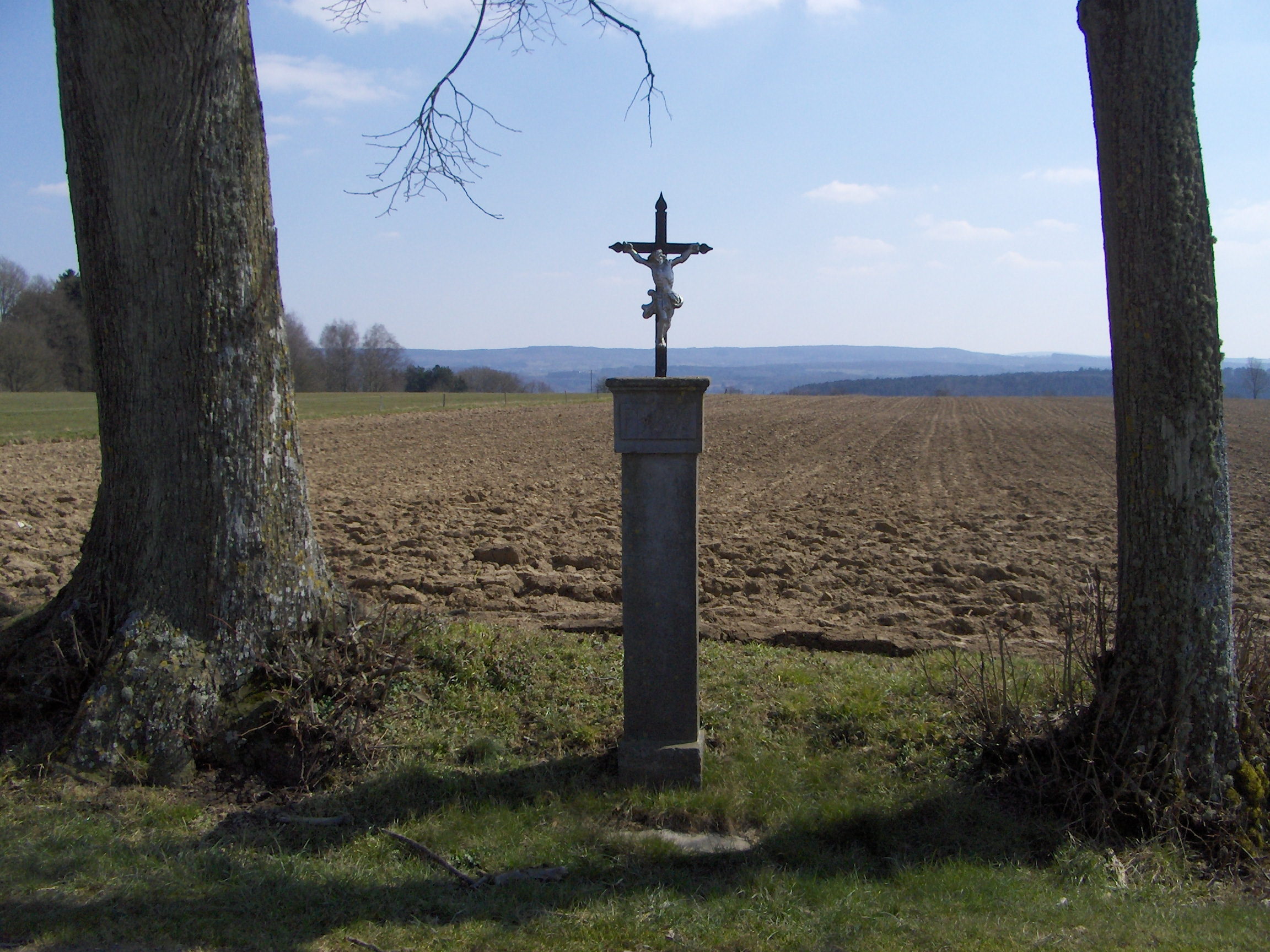
Croix Sainte-Barbe
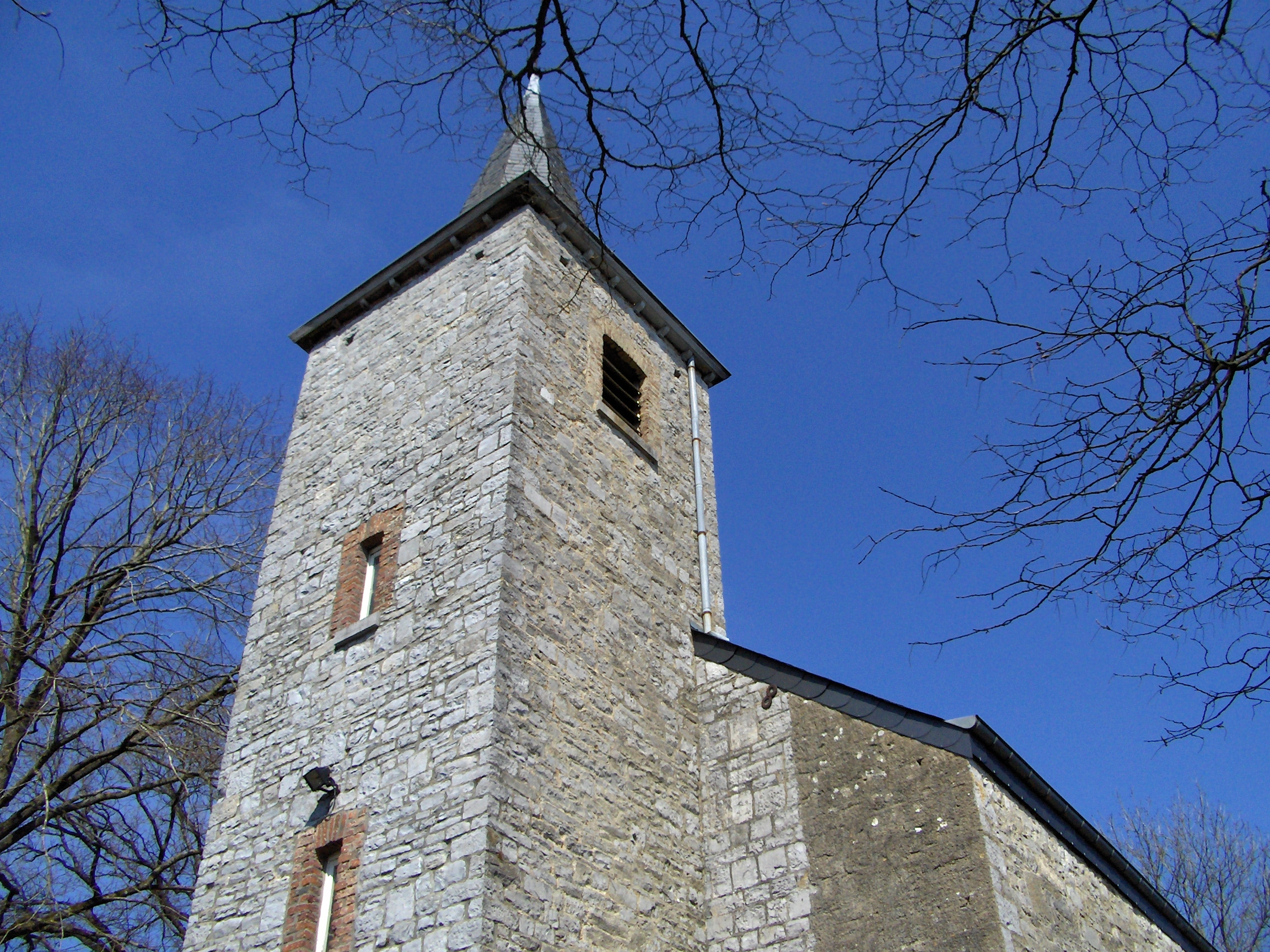
Église du Sacré-Cœur
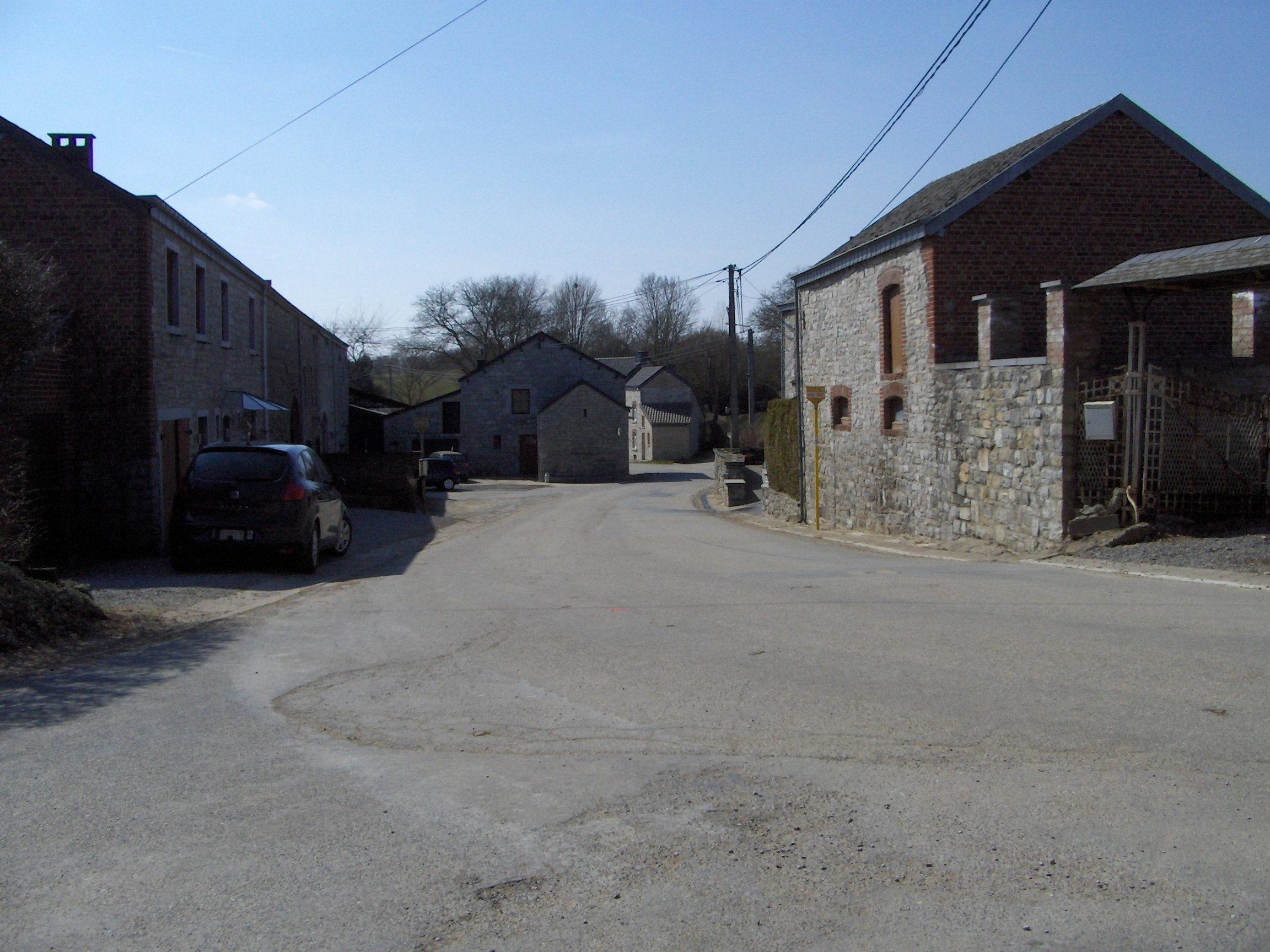
Une des deux rues principales de Warre
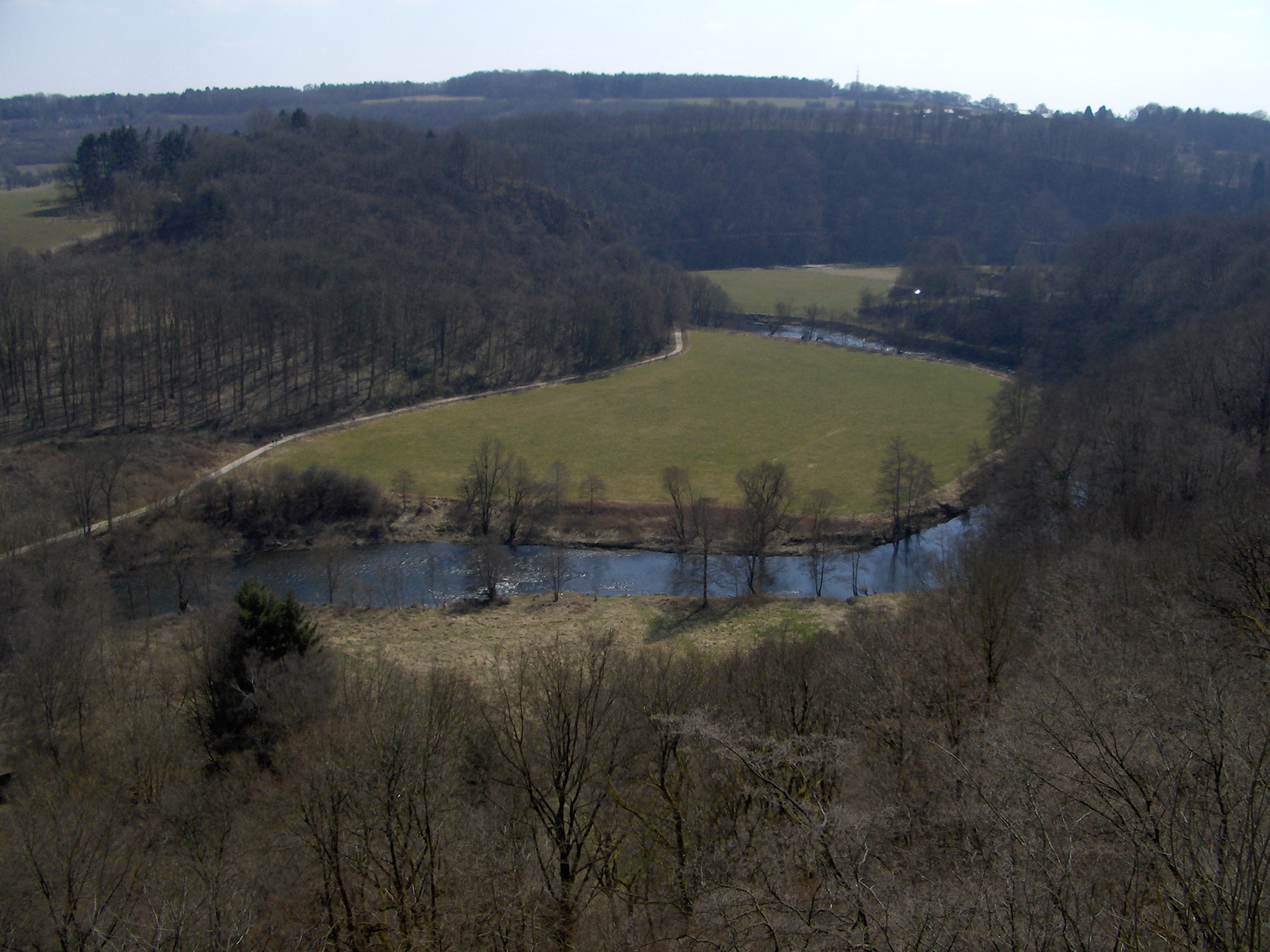
Vue sur la vallée de l'Ourthe prise au pied de l'église du Sacré-Cœur

## Économie
La principale activité économique a toujours été l'agriculture même si le nombre d'agriculteurs a continuellement baissé pour ne plus en avoir, aujourd'hui, qu'un seul. L'exploitation forestière est aussi présente dans une moindre mesure. Il est remarquable de signaler le développement d'un industrie métallurgique, et cela jusqu'au XIXe siècle, qui s'est développée autour de minerais proche du village.
Au Sud-Ouest du village est installé un parc residentiel
On remarque depuis plusieurs dizaines d'années, la transformation des habitations en gîtes ruraux et une augmentation de l'activité dans l'unique exploitation agricole, encore présente.
Un garage automobile y est installé.
Un restaurant s'est implanté dans l'une des rues principales en 2012.